# Богор
 Тази статия е за града в Индонезия.  За окръга вижте Богор (окръг).  
Богор (на индонезийски: Bogor) е град в Индонезия. Населението му е 950 334 жители (2010 г.). 92,64% от населението са мюсюлмани. Има площ от 118,5 кв. км. Намира са на 60 км южно от Джакарта на 265 м н.в. Създаден е през 1482 г. Пощенските му кодове са в диапазона 16100 до 16169, а телефонния 0251. Името на града идва от това на вид палма. Средната температура за годината е 22 градуса по Целзий. Средно през годината вали 176 дни.

## Население
Справка за населението през годините:
1956 г. – 124 000 жители
1961 – 154 000
1971 – 197 000
1981 – 246 000
1988 – 285 000
1999 – 585 000
2010 г. – 950 334 жители

## Известни личности
Родени в Богор
- Ли Ким Хок (1853 – 1912), писател

Починали в Богор
- Хайнрих Кул (1797 – 1821), германски зоолог